# Iglesia de San Miguel (Jerez de la Frontera)
La iglesia de San Miguel es un templo de culto católico situado en Jerez de la Frontera (Cádiz, Andalucía, España). Su torre es el punto más alto de la ciudad.
Bien de Interés Cultural, esta iglesia de San Miguel fue declarada Monumento Histórico-Artístico Nacional en 1931.

## Historia
La iglesia de San Miguel se comienza a levantar a finales del siglo XV, y por la fecha de la placa existente en la puerta de la fachada gótica del evangelio (1484), cabe pensar que su construcción fue consecuencia de la súplica de la ciudad a los Reyes Católicos en la visita realizada por éstos en el año 1484 para la edificación de un nuevo templo en esta zona en la que la feligresía se servía de una antigua ermita. Su construcción, no obstante, se prolongaría durante varios siglos, dando lugar a un excelente conjunto de porte catedralicio donde se conjugan elementos propios del último gótico jerezano con otros del inicio y plenitud del renacimiento y del barroco.

## Descripción
De planta rectangular, el templo se divide en tres naves, la central más alta que las laterales, por pilastras de estilo gótico florido adornadas por doseletes de gran variedad entre sí, las más cercanas a la cabecera que se cubre con una magnífica bóveda de crucería, y de mayor simplicidad las que se encuentran cerca de los pies de la iglesia; y con un crucero que no sobresale en planta pero sí en altura.
Considerado como uno de los mejores templos de la ciudad de Jerez, se trata de una iglesia muy transformada, donde intervienen grandes maestros de la talla de Francisco Rodríguez o Diego de Riaño, y más tarde Hernán Ruiz II El Joven entre 1564 y 1568, a quien se debe la realización de su majestuosa Sacristía sobre una primera construcción de Martín de Gaínza, arquitecto mayor de la archidiócesis hispalense que trabaja en ella hasta su muerte, dejándola a la altura del entablamento.
De planta cuadrada y bellas proporciones y muy relacionada con la sacristía mayor de la catedral hispalense, se coronada por una airosa cúpula renacentista con casetones y decorada con placas de pizarra, que da como resultado en su conjunto uno de los espacios interiores más logrados de la arquitectura renacentista andaluza.
En su interior alojaba un coro que fue retirado.
En su interior se encuentra un valioso conjunto de piezas mueble, en su mayoría barrocas. Destacan el Santo Crucifijo de la Salud atribuido a José de Arce, el tabernáculo de la Capilla del Sagrario, obra del siglo XVIII relacionado con los trabajos del ensamblador jerezano Andrés Benítez, o la custodia procesional labrada por Juan Laureano de Pina en el siglo XVII.

### Capilla del Sagrario
Esta capilla tiene planta de cruz griega con perímetro central achaflanado con columnas pareadas de orden corintio. El centro se cubre con cúpula octogonal con media naranja y linterna, y los brazos con bóvedas de cañón. Se atribuye a Ignacio Díaz, sobre probable diseño de su hermano Diego Antonio Díaz, por entonces arquitecto diocesano hispalense. Construida entre los años 1718 y 1759, su estilo, al igual que el de la fachada principal del templo está asociado al barroco sevillano, tan pujante en aquella época.

### Retablo Mayor
El gran retablo mayor sobre ábside de cinco lados y todo en madera, lo diseña y ejecuta en gran parte el prestigioso imaginero Juan Martínez Montañés entre 1601 y 1649, siendo continuado luego José de Arce entre 1641 y 1655.

### Fachadas
Al exterior presenta tres fachadas, dos de ellas en estilo gótico: la del lado del evangelio, acabada en 1515, y la otra correspondiente al lado de la epístola.
Diego Moreno Meléndez, arquitecto local, diseña y levanta la espléndida fachada principal de este templo según el concepto de torre-fachada a los pies de la iglesia, entre 1672 y 1701. Concebido en el estilo del barroco sevillano afín al realizado en aquella ciudad por Leonardo de Figueroa, con quien colaboró, su cuerpo principal de acceso a la iglesia se enmarca por dobles columnas con hornacinas entre ellas y se eleva en tres cuerpos más, sucesivamente retranqueados, el último de planta octogonal y rematado por un vistoso chapitel revestido por azulejos en azul y blanco. Con gran profusión decorativa en columnas y pilastras, es una obra muy imaginativa, plena de espíritu barroco.

## Conservación
Su capilla del sagrario está amenazada por la construcción de un inmueble cercano, provocando humedades en las paredes del monumento, y que también tapará en parte la iglesia. Debido a ello, se ha presentado una denuncia ante la Delegación Provincial de Cultura de Cádiz de la Junta de Andalucía

## Galería de imágenes

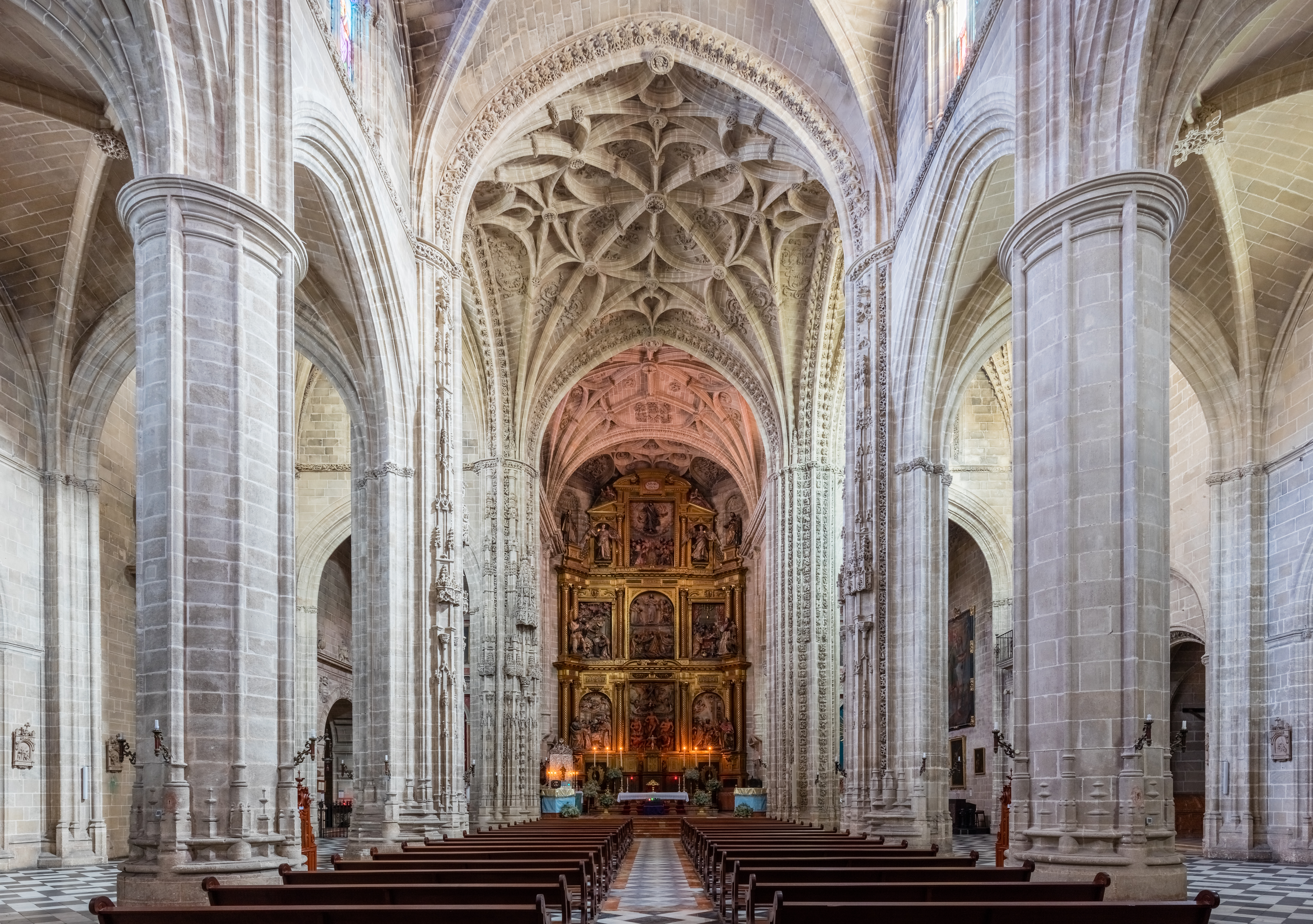
Nave principal.
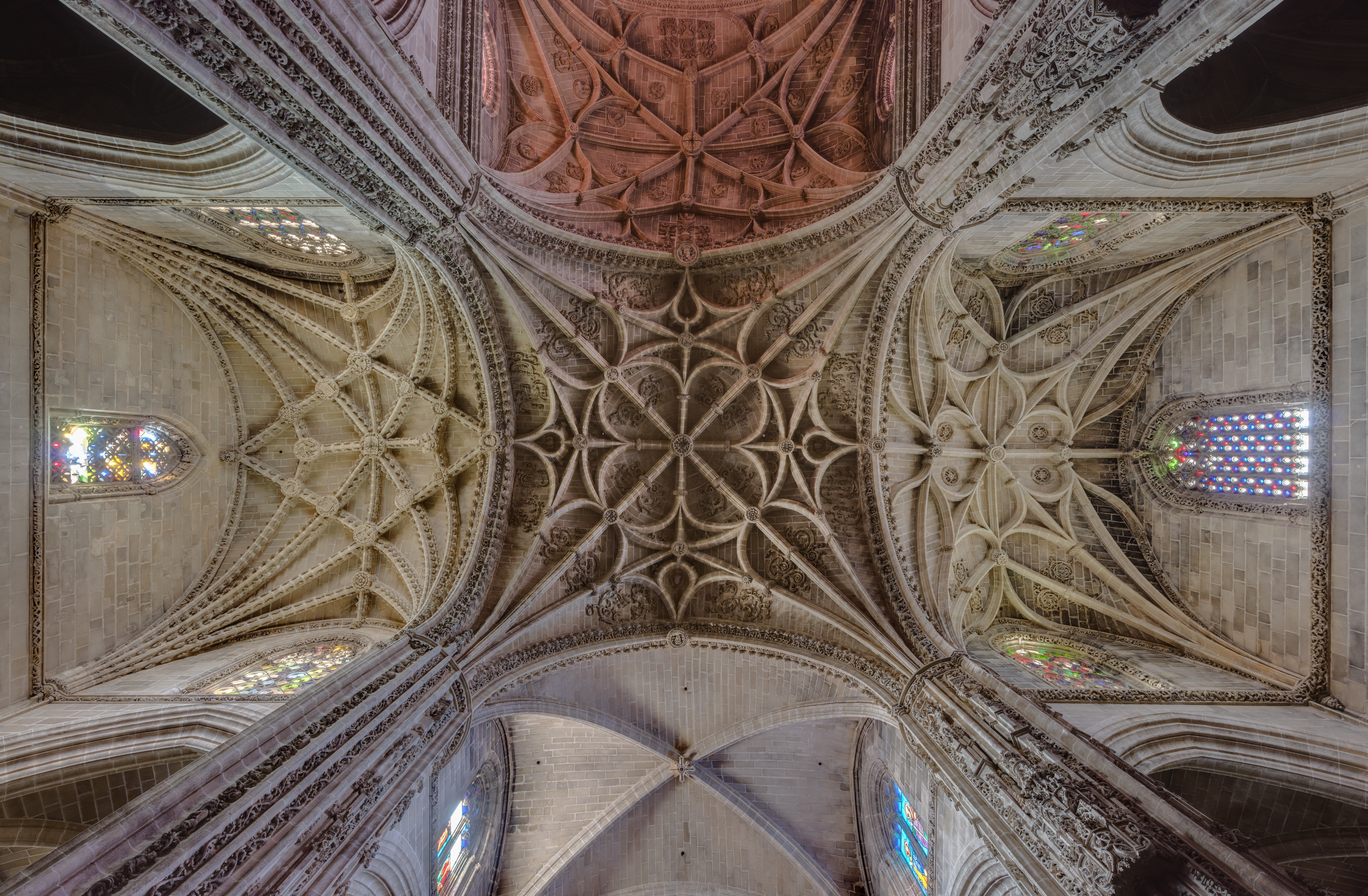
Crucero.
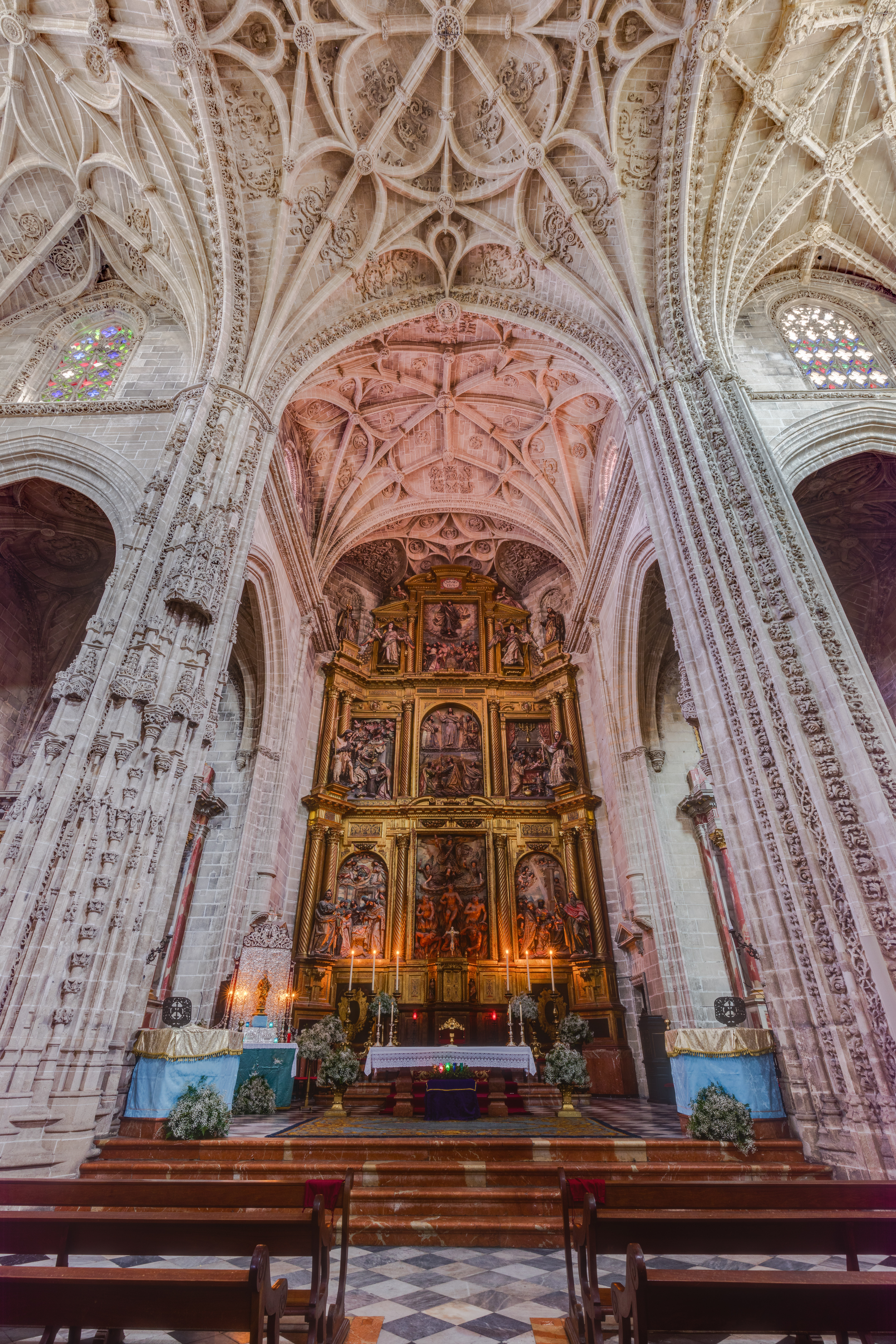
Retablo mayor.
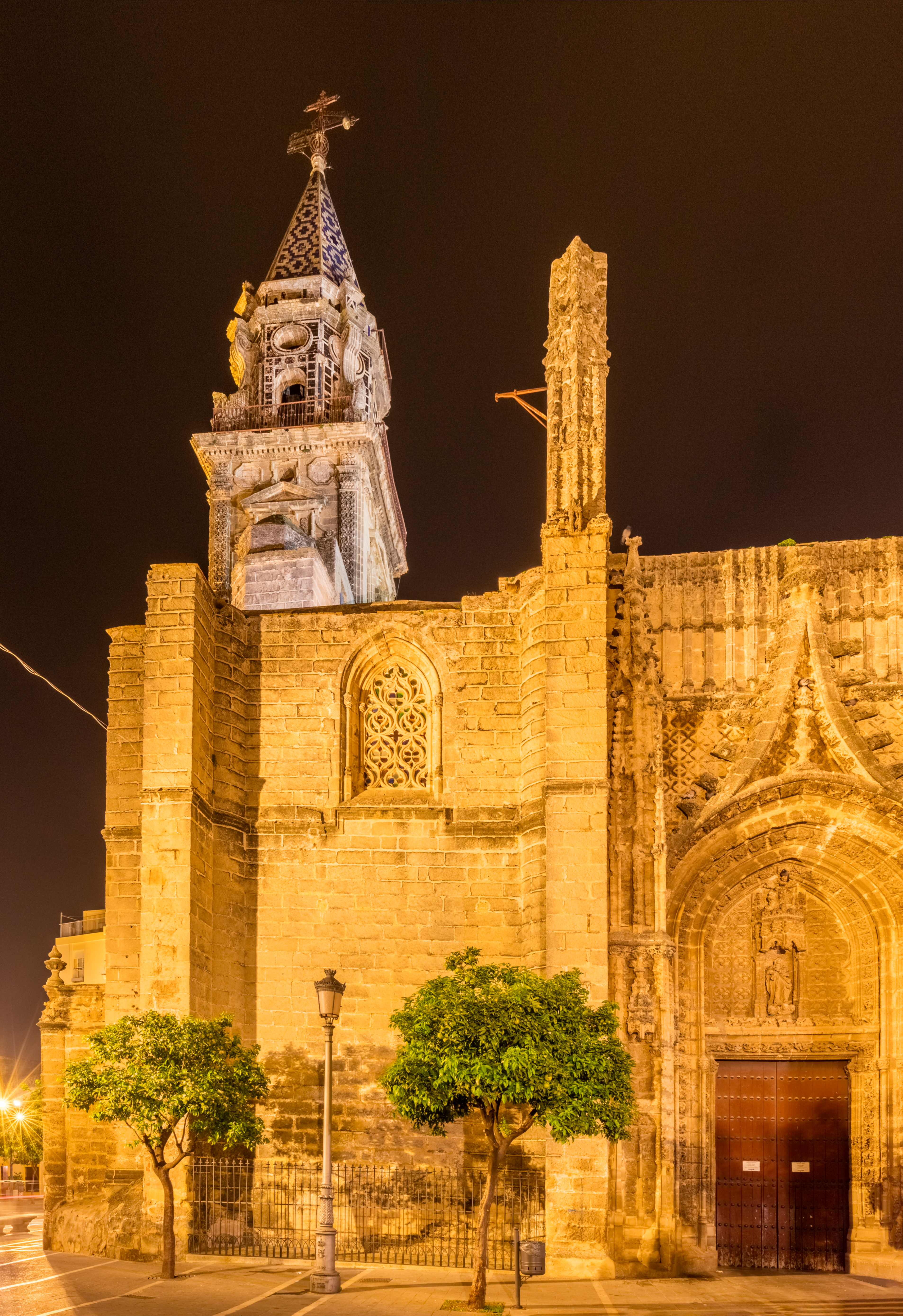
Portada de la Epístola.
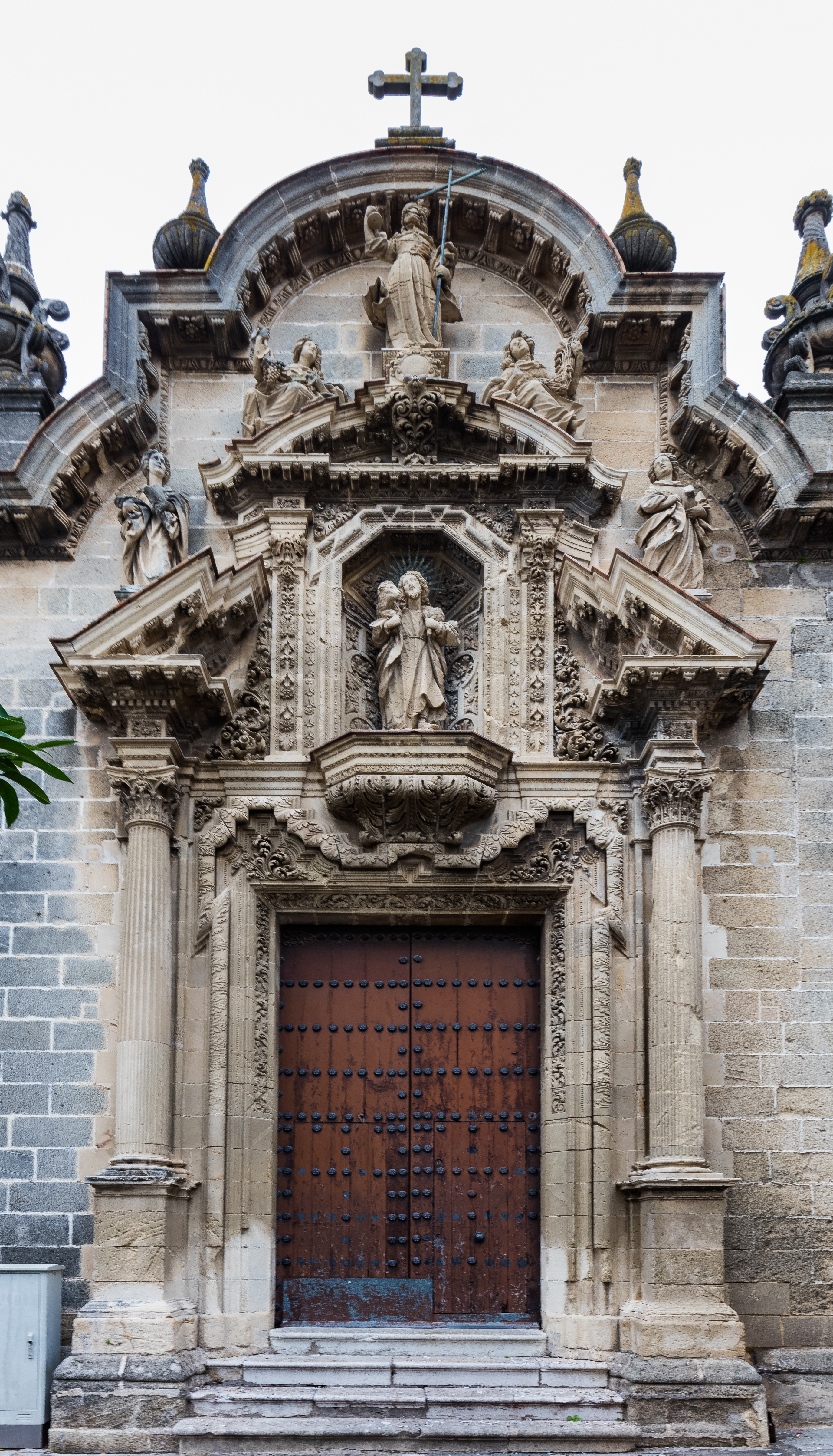
Portada Capilla del Sagrario.
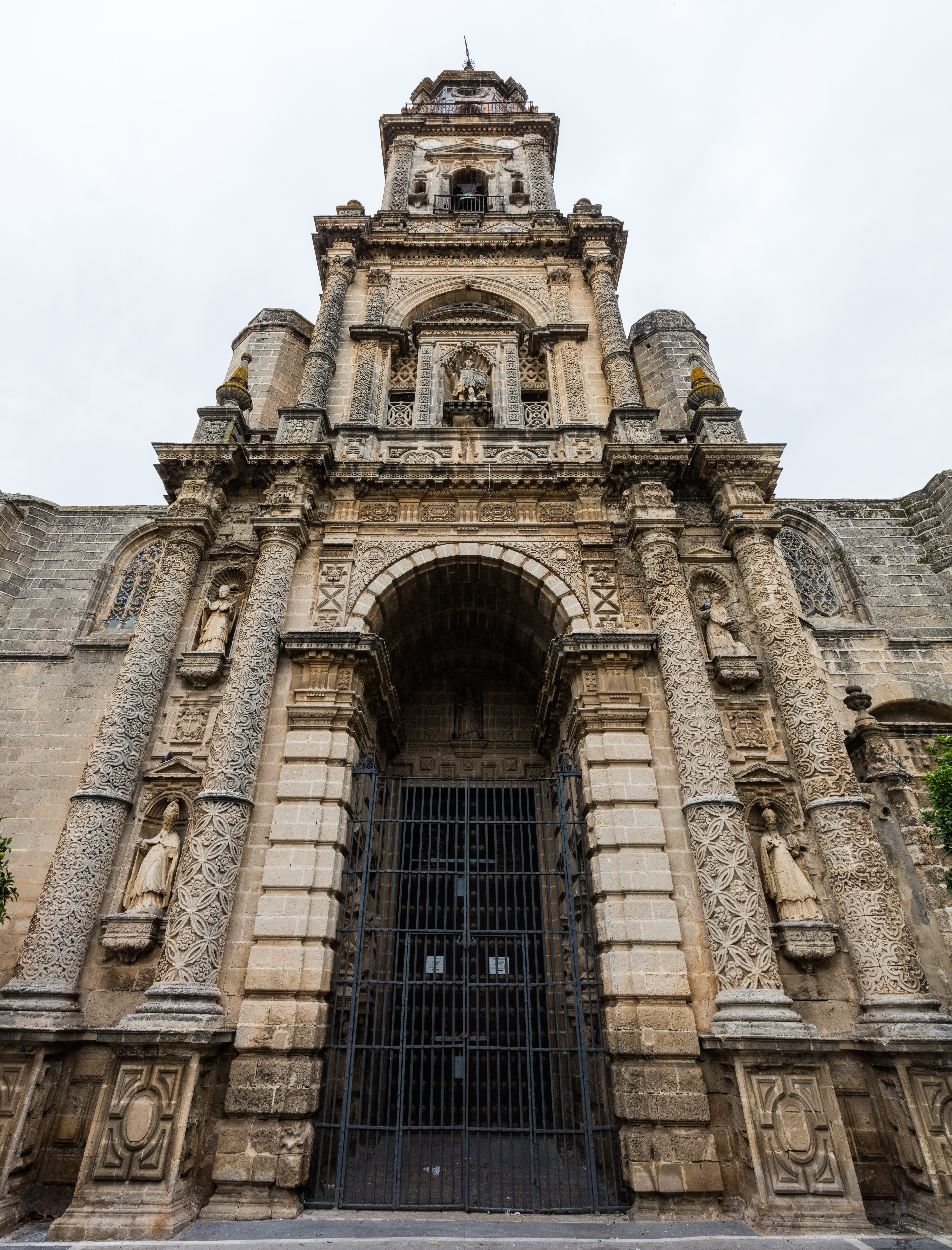
Portal.
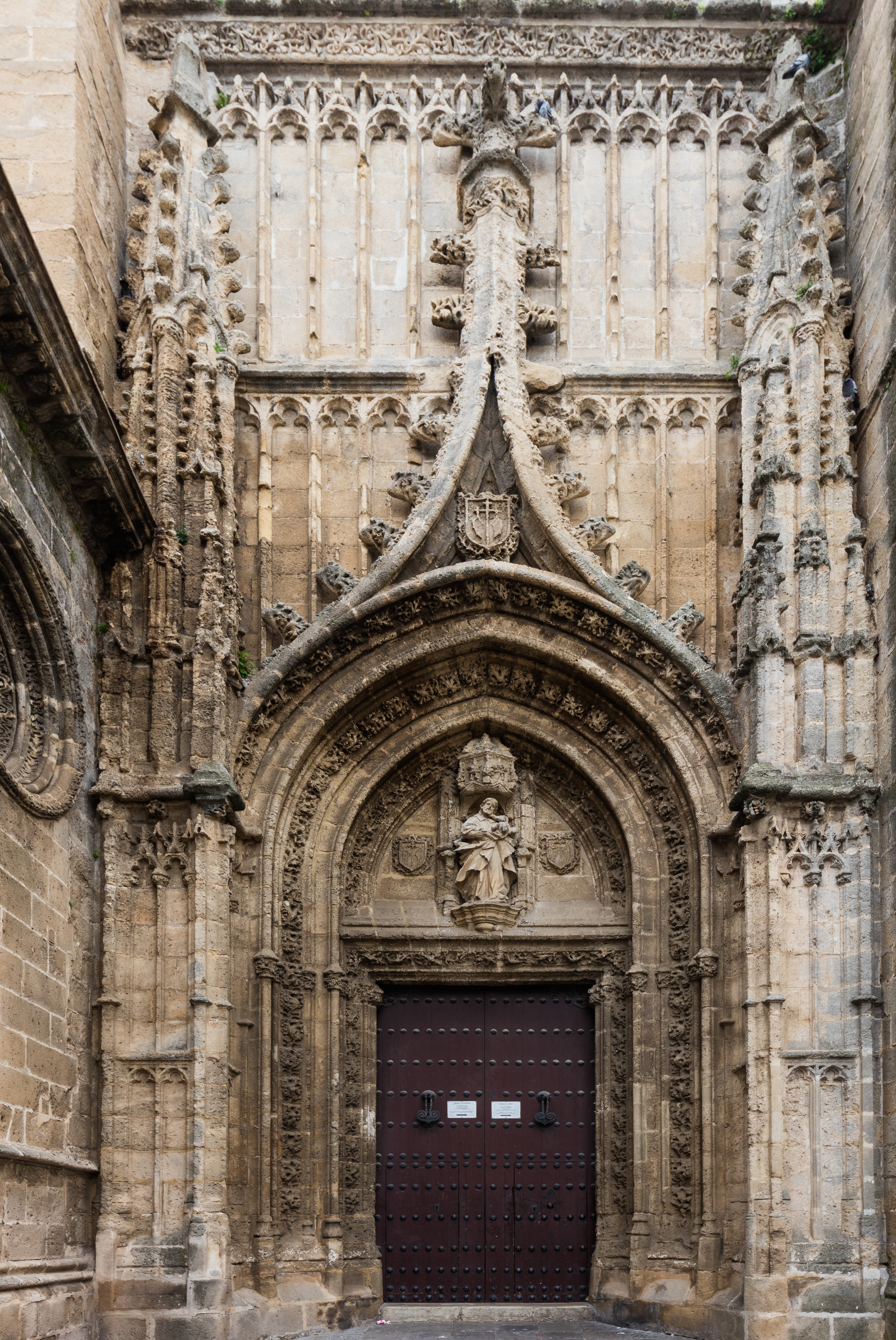
Entrada lateral.
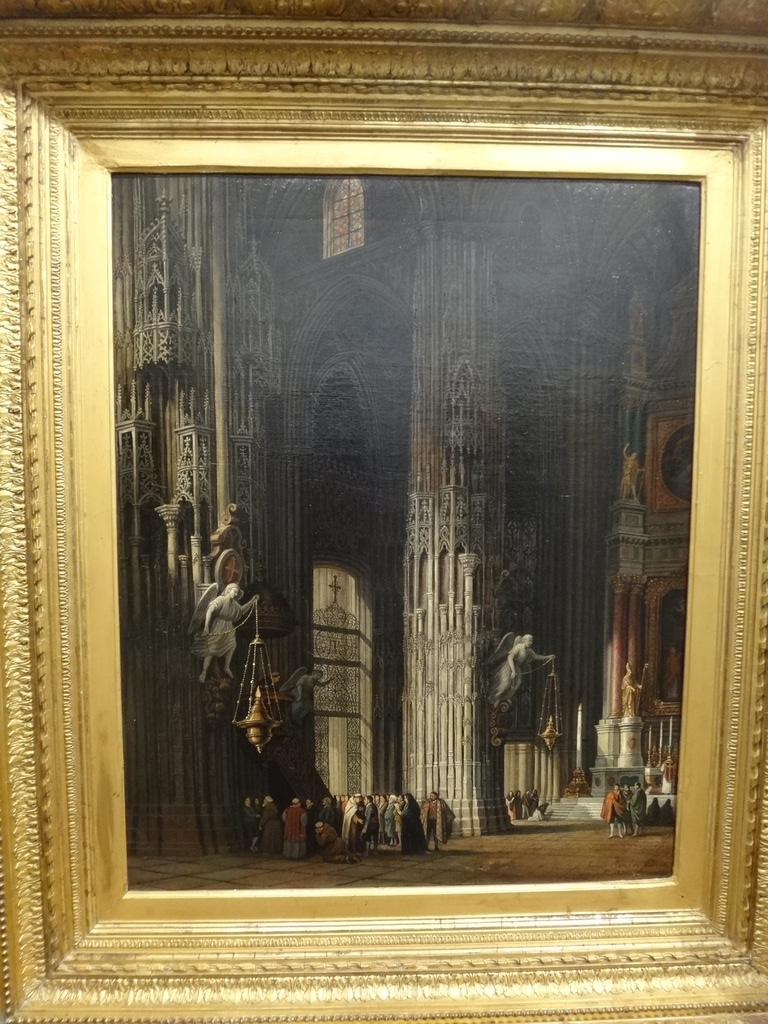
PinacotecaRivero-Jerez MIN-DSC05276

## Museo
En 2018 abre su Tesoro a visitas.

## Aportación a su entorno
Como parroquia ha contribuido de manera importante a su entorno, destacando en la segunda mitad siglo XX su párroco Ángel Romero Castellano, Hijo Adoptivo de la Ciudad de Jerez de la Frontera desde 2015.